# Hjalmar Mäe
Hjalmar Mäe, född 24 oktober 1901 i Tuhala, Harjumaa, Estland, Tsarryssland, död 10 april 1978 i Graz, Österrike, var en estländsk politiker som kollaborerade med Nazityskland under andra världskriget. Från december 1941 till januari 1945 var Mäe ledare för den estniska självadministrationen som var underordnad det nazityska Reichskommissariat Ostland.